# Bańdziochowy Grzebyk

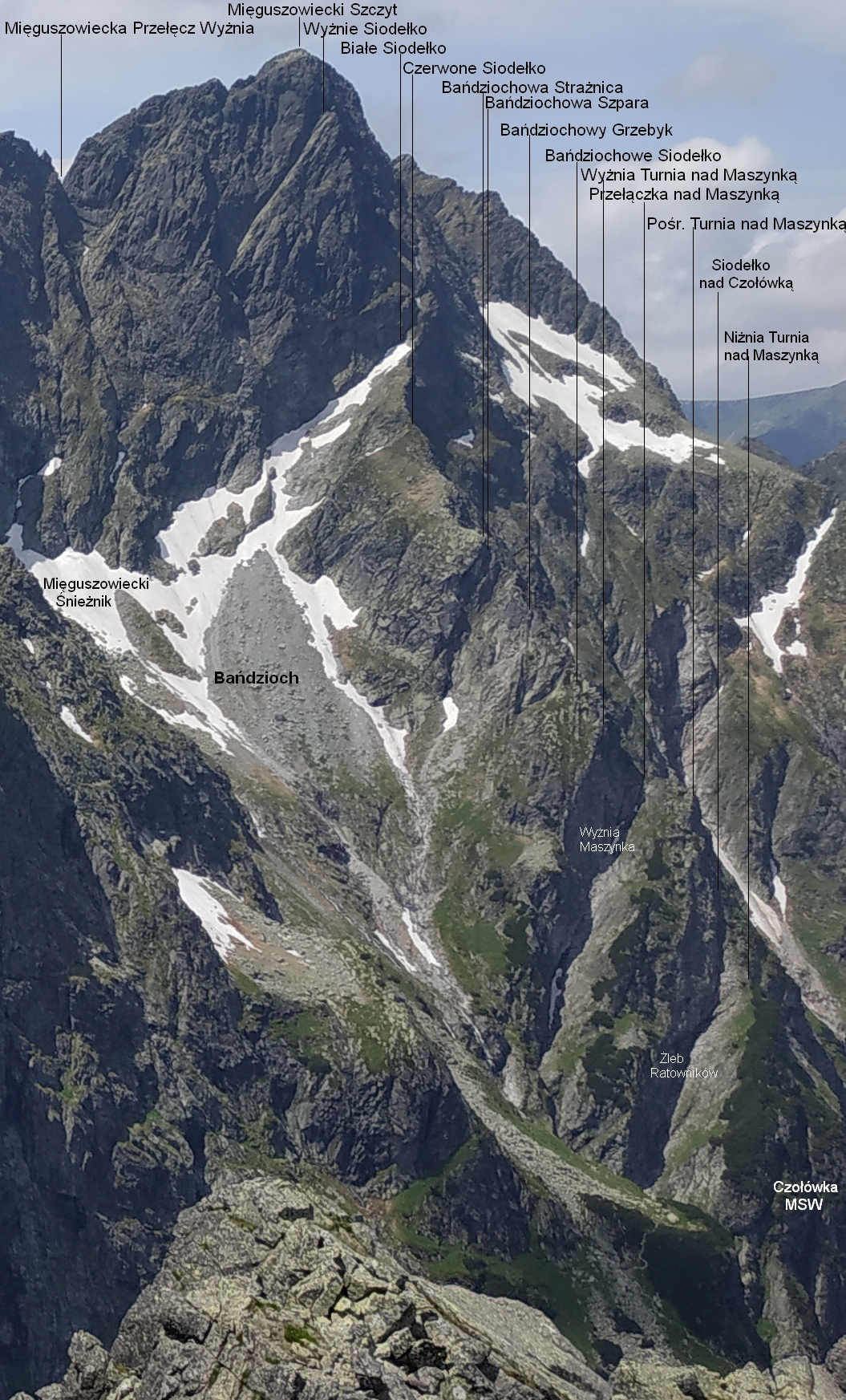

Bańdziochowy Grzebyk (ok. 2100 m) – odcinek Mięguszowieckiego Filara w polskich Tatrach Wysokich znajdujący się pomiędzy Bańdziochowym Siodełkiem (ok. 1960 m) a Bańdziochową Szparą (ok. 2100 m). Jest silnie postrzępiony, ale brak w nim wyraźniejszych turni czy przełączek. Do Bańdziocha na południowo-zachodnią stronę opadają z niego strome, skalisto-trawiaste ścianki, których wysokość nie przekracza 80 m.
Granią Bańdziochowego Grzebyka na Mięguszowiecki Szczyt prowadzi droga wspinaczkowa. Wejście na nią znajduje się kilkanaście metrów na prawo od wylotu Maszynki do Mięsa. Droga ma deniwelację około 880 m, jej przejście latem przy dobrych warunkach zajmuje 6 godz., a trudności wyceniono na V w skali tatrzańskiej. Droga przekracza Bańdziochową Szczelinę w jej najwęższym miejscu po zachodniej stronie grani.